# Ochthebius elisae
Ochthebius elisae är en skalbaggsart som beskrevs av Sahlberg 1900. Ochthebius elisae ingår i släktet Ochthebius och familjen vattenbrynsbaggar. Inga underarter finns listade i Catalogue of Life.